# Rufino Tamayo

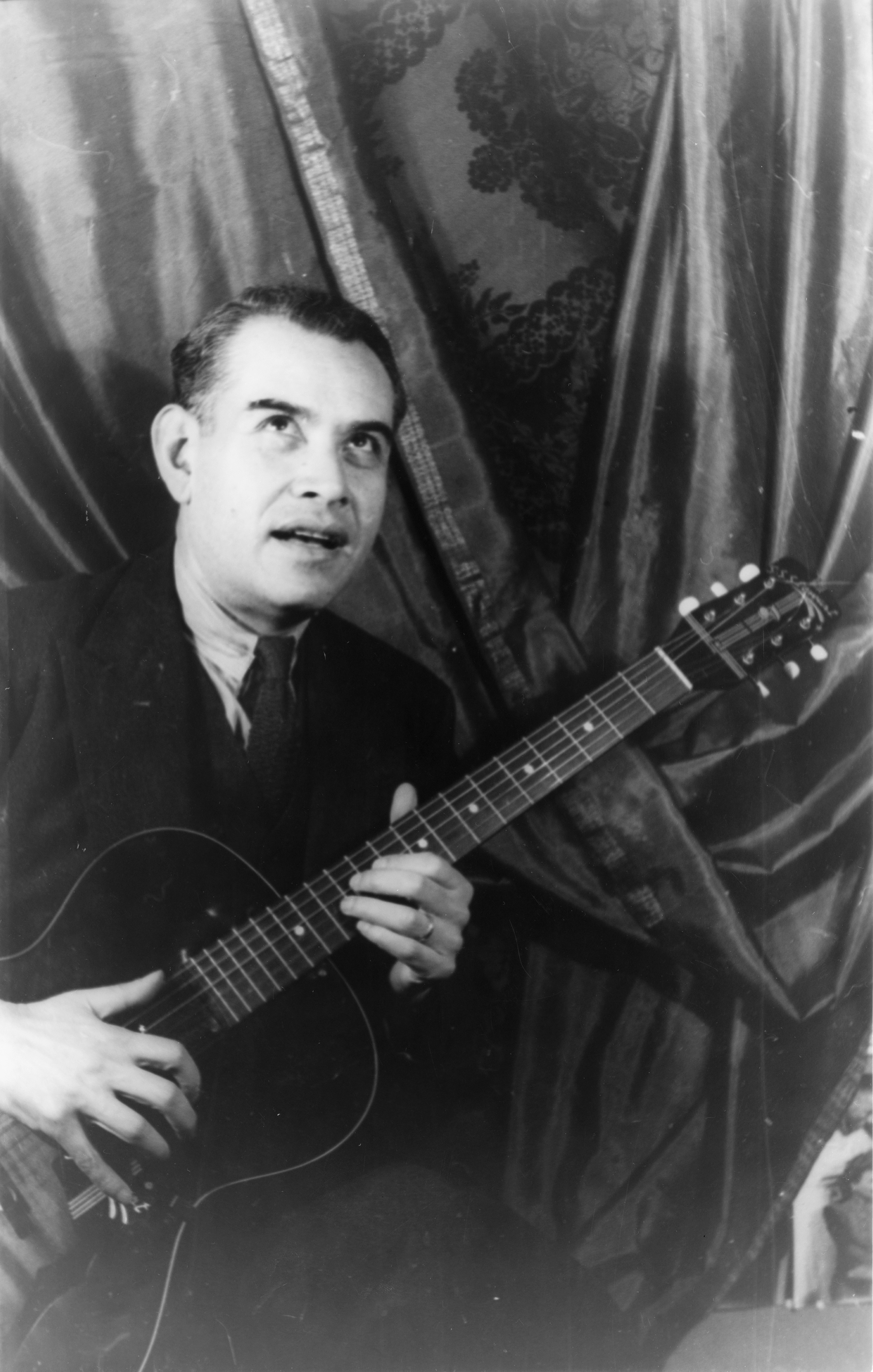
Rufino Tamayo

Rufino Arellanes Tamayo (Oaxaca, 28 augustus 1899 - Mexico-Stad, 24 juni 1991) was een Mexicaans kunstschilder.
Tamayo was een Zapoteek uit de staat Oaxaca. Zijn werken zijn vooral geïnspireerd door het indiaanse Mexico en hij heeft zich altijd afgezet tegen de heersende 'revolutionaire' schilders in Mexico als David Alfaro Siqueiros en Diego Rivera. Deels daardoor verbleef hij samen met zijn echtgenote een groot deel van zijn leven buiten Mexico, voornamelijk in New York en in Parijs. Hoewel hij zich wel heeft laten inspireren door onder andere het kubisme, impressionisme en fauvisme heeft hij altijd geweigerd zichzelf tot een bepaalde stroming te rekenen. Tamayo ontwikkelde een nieuwe kunstvorm, de 'mixografie', schilderijen op papier of doek maar wel met diepte. Dos Personajes Atacados por Perros is zijn bekendste mixografie en tevens een van zijn bekendste werken.
Tamayo behaalde vier eredoctoraten en kreeg in 1988 de Eremedaille Belisario Domínguez, Mexico's hoogste onderscheiding. Hij overleed drie jaar later aan een longaandoening. Zijn lichaam is gecremeerd en bijgezet in het Rufino Tamayomuseum in zijn geboortestad.
- Bibsys: 2093685
- Biblioteca Nacional de España: XX1074969
- Bibliothèque nationale de France: cb12165882f (data)
- Catàleg d'autoritats de noms i títols de Catalunya: 981058521463406706
- CiNii: DA03894084
- Gemeinsame Normdatei: 118812122
- International Standard Name Identifier: 0000 0001 0804 6888
- KulturNav: 91b71f76-dd45-4b9b-82d7-1d8d8ab6a775
- Library of Congress Control Number: n79090742
- Nationale Bibliotheek van Letland: 000254095
- Bibliotheek van het Japanse parlement: 00475924
- Nationale Bibliotheek van Israël: 987007507798505171
- Nederlandse Thesaurus van Auteursnamen: 17704778X
- RKD-Nederlands Instituut voor Kunstgeschiedenis: 76435
- SNAC: w6w09cj1
- Système universitaire de documentation: 030192412
- Union List of Artist Names: 500024331
- Virtual International Authority File: 110698152
- WorldCat: E39PBJjMxhDhqYDbxC3mXVXmVC